# Dave Abbruzzese
Dave Abbruzzese (Stamford, 17 mei 1968) was van 1991 tot 1994 de drummer van de Amerikaanse rockband Pearl Jam. Zijn voorgangers waren Dave Krusen en Matt Chamberlain. Abbruzzese werd opgevolgd door Jack Irons.
De opnames van het album Ten waren al afgerond toen Abbruzzese zich bij de band aansloot. Pearl Jam werd echter pas bekend in de periode nadat Abbruzzese betrokken was geraakt. Abbruzzese droeg zelf bij aan de albums Vs. (1993) en Vitalogy (1994). Toen dit laatste album eind 1994 werd uitgegeven, was Abbruzzese niet meer de drummer van Pearl Jam. Vanwege 'verschil van mening' besloot de band niet met hem verder te gaan.
Abbruzzesse is in Stamford (Connecticut) geboren en woonde in Dallas (Texas) toen Matt Chamberlain hem vroeg om bij Pearl Jam te komen spelen. Nadat hij voor de tweede keer met de bandleden had geoefend, liet hij een tatoeage van Stickman op zijn schouder zetten. "I saw the drawing of this symbol of everything that I feel right now... I wanted to remember that second for the rest of my life". Abbruzzese verhuisde naar Tacoma (Washington) en zou drie jaar in de band spelen.
- Gemeinsame Normdatei: 1017963371
- International Standard Name Identifier: 0000 0000 5675 9412
- MusicBrainz: d1614738-729b-4be5-a138-488df4b9a15e
- Nationale Bibliotheek van Tsjechië: xx0029767
- Virtual International Authority File: 85482865
- WorldCat: E39PBJcKKY9JRkGkc7QW4BFqcP